# 転々 (アルバム)
『転々』（てんてん）は、ヒカシューの9枚目のオリジナル・アルバム。2006年10月1日にMAKIGAMI RECORDSより発売。
前作から13年ぶりのオリジナルアルバム。事前に予め行われた作詞・作曲は一切反映されず、完全な即興演奏と歌唱で演奏されている。録音はニューヨーク。歌詞カードのイラストはイソノヨウコによる。

## 収録曲
全曲、作詞：巻上公一／作曲：ヒカシュー
1. 転々 - TEN TEN
2. 挨拶以前 - NO HELLO
3. かくれんぼ - HIDE-AND-SEEK
4. さっき - WHAT IS SAKKI
5. 夕涼み - COOL EVENING
6. 突然（スイカの半分） - UNEXPECTED...HALF OF WATERMELON
7. 生きててよかったなあ - LIVELY STORY
8. 金の卵 - GOLDEN EGG
9. ここにざくろあり  - A POMEGRANATE IS HERE

## 参加ミュージシャン
- 巻上公一 - ボーカル、テルミン
- 三田超人 - ギター、サンプラー
- 坂出雅海 - ベース、エフェクト
- 佐藤正治 - ドラムス、ボイス
  - 清水一登はスケジュールの都合で不参加